# Quesito

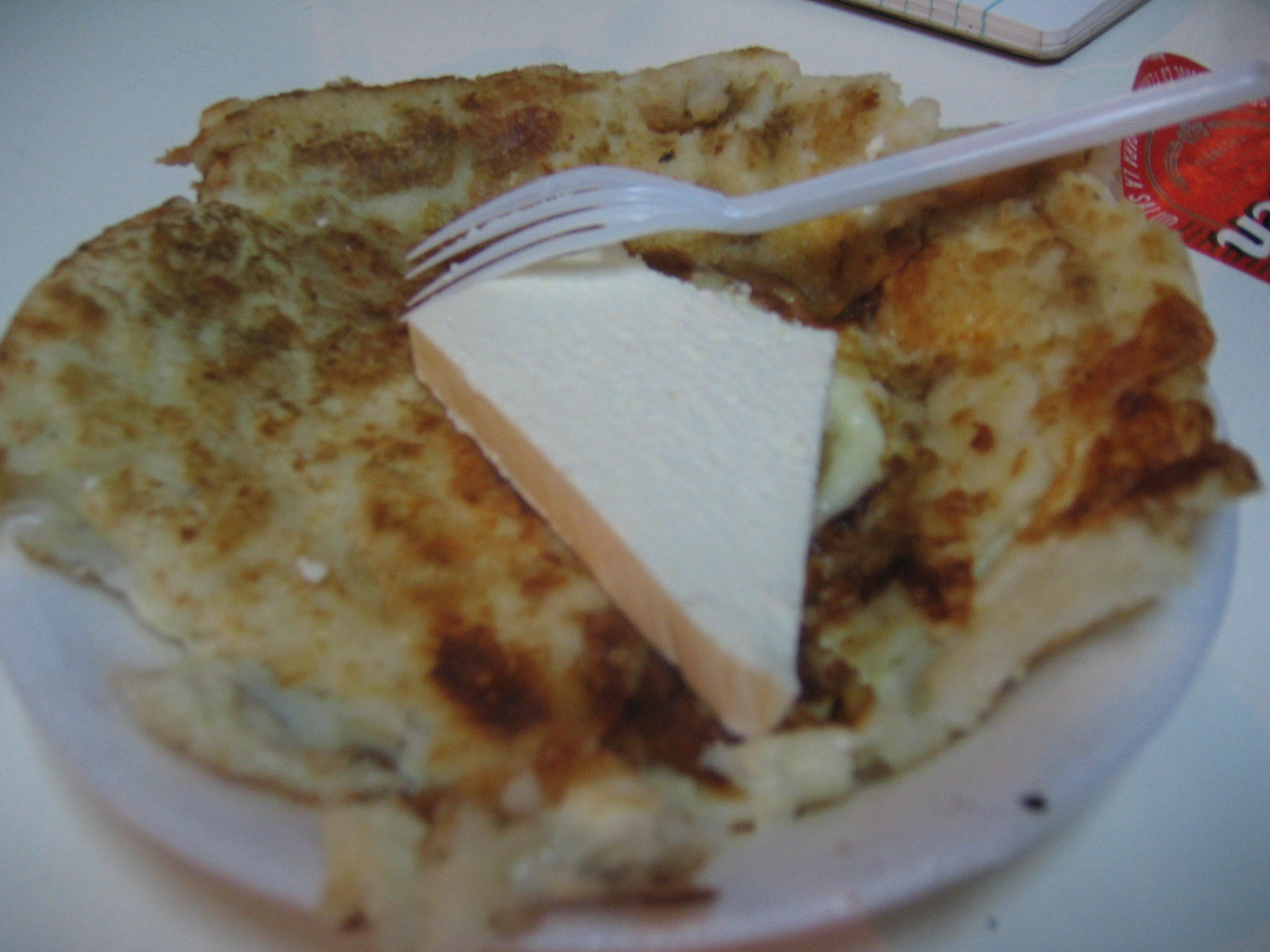
Arepa colombiana con quesito antioqueño

El quesito es un tipo especial de queso fresco, hecho con cuajo y leche de bovino, producido en el departamento de Antioquia, Colombia. Su nombre histórico y tradicional ha sido quesito.

## Características
Se distingue por ser un queso fresco, de textura y sabor muy blando, remojado y algo arenoso y salado. Es ampliamente utilizado en la cocina tradicional antioqueña. Su textura blanda, si bien le permite ingerirse por sí solo, esto nunca se hace. La costumbre es partirlo en tajadas delgadas para acompañar muy especialmente las arepas, como la arepa de chócolo o las diversas arepas antioqueñas tradicionales de maíz, por ejemplo la arepa de tela común, sobre las cuales, después de haber sido esparcidas con mantequilla, se añade el quesito encima en forma de tajadas.

## Origen
Culinariamente y por ser producto regional, el quesito es un producto propio de la región antioqueña en Colombia, aunque no se ha desarrollado una denominación de origen. Derivados lácteos similares en el país, como el queso costeño, tampoco poseen denominación de origen. El quesito es exclusivo de los departamentos de Antioquia y el Viejo Caldas colombiano. Es producido con métodos de fabricación artesanales.